# Pachyphyllum crystallinum
Pachyphyllum crystallinum är en orkidéart som beskrevs av John Lindley. Pachyphyllum crystallinum ingår i släktet Pachyphyllum och familjen orkidéer. Inga underarter finns listade i Catalogue of Life.